# فيلي مولانو
فيلي مولانو (بالإسبانية: Willie Molano)‏ هو لاعب كرة قدم كولومبي في مركز الهجوم، ولد في 21 مارس 1961 في بوغوتا في كولومبيا. لعب مع لوس أنجلوس لايزرز وميلواكي وايف.